# ザ・レビュー
『ザ・レビュー』は宝塚歌劇団の舞台作品。形式名は「白井鐵造監修 モン・パリ誕生50年 グランド・カーニバル」。宝塚は3部28場。
製作は内海重典、構成・演出は横澤英雄・岡田敬二・草野旦。併演作品は雪組が『あかねさす紫の花』、花組が『宝舞抄』。

## 解説
「モン・パリ」初演から50周年に当たる1977年、宝塚歌劇団が総力を挙げて制作した大レビュー。日本にレビュー時代を築いた白井鐵造が監修を担当。
第一部「アイ・ラブ・レビュー」を岡田敬二、第二部「ビバ!・タカラヅカ」を横澤英雄、第三部「ファンタジー」-夢人-を草野旦が担当した。雪組では80人のラインダンスがあった。
芸術祭優秀賞の作品である。
1984年には『ザ・レビューII -TAKARAZUKA FOREVER-』、1985年と1986年には『ザ・レビューIII -シャンテ・ダンセ・ダムール-』、1999年には『ザ・レビュー'99』、2000年には『ザ・レビューIV』が上演された。

## 公演期間と公演場所

### 雪組
- 1977年7月1日 - 8月9日　宝塚大劇場[1]
- 1977年11月1日 - 11月28日　東京宝塚劇場[2]

### 花組
- 1977年8月11日 - 9月27日　宝塚大劇場[1]
- 1977年12月3日 - 12月27日　東京宝塚劇場[2]

## スタッフ（宝塚）
※雪・花の両組共通。
- 作曲・編曲[4]：中元清純・高井良純・寺田瀧雄・吉崎憲治
- 編曲[4]：河崎恒夫
- 音楽指揮[4]：橋本和明
- 振付[4]：喜多弘・岡正躬・司このみ・山田卓・中川久美
- 装置[4]：石浜日出雄
- 衣装[4]：静間潮太郎・任田幾英
- 照明[5]：今井直次
- 音響[5]：松永浩志
- 小道具[5]：万波一重
- 効果[5]：川ノ上智洋
- 演出補もしくは演出助手[5]：三木章雄・正塚晴彦
- 制作[5]：平井義人
- ヘア・デザイン[5]：和田和弘